# 50 Hudson Yards
50 Hudson Yards ist ein 308 m hoher Wolkenkratzer, der als Teil des am Hudson River gelegenen Hudson Yards Redevelopment Project in Manhattan, New York City, erbaut wurde. Der Büroturm wurde von Foster + Partners, dem größten Architekturbüro im Vereinigten Königreich, entworfen.

## Beschreibung
50 Hudson Yards befindet sich an der südwestlichen Ecke der 34th Street und Tenth Avenue im neuen Viertel Hudson Yards im Stadtteil Chelsea auf der West Side von Manhattan. Er ersetzt den Drive-Through McDonald’s, der lange Zeit an dieser Stelle stand. Benachbarte Wolkenkratzer sind südwestlich 30 Hudson Yards und nordöstlich The Spiral, die beide 50 Hudson Yards überragen. Westlich vor dem Gebäude liegt der „Hudson Park und Boulevard“ mit der Station 34 Street-Hudson Yards Subway Station der New York City Subway, wo die Linien  und  verkehren. 50 Hudson Yards ist mit einem unterirdischen Tunnel mit der U-Bahn-Station sowie den „Shops & Restaurants at Hudson Yards“ verbunden.
In der Lobby befinden sich Skulpturen aus lackiertem Stahl, Aluminium und Glasfaser, die vom amerikanischen Künstler Frank Stella gefertigt wurden. Der 78-stöckige und 308,2 m (1011 Fuß) hohe Büroturm ist mit 270.000 m² (2,9 Millionen Quadratfuß) Gewerbefläche der viertgrößte Büroturm in New York City, gemessen an der vermietbaren Fläche. Mit Baukosten von knapp 4 Milliarden US-Dollar ist es das bisher teuerste Büroprojekt in der Stadt.

## Geschichte
Im April 2014 wurden neue Renderings eines 62-stöckigen Gebäudes mit einer Fläche von 2,3 Millionen Quadratfuß (210.000 m²) veröffentlicht. Der Turm sollte eine geplante Höhe von 326 m aufweisen. Im Dezember 2016 wurde ein überarbeiteter Plan für das Gebäude veröffentlicht, der neue Renderings des von Foster + Partners entworfenen Gebäudes enthüllte. Im September 2017 erhielt der Bauträger Related Companies eine Finanzierung in Höhe von 3,8 Mrd. US-Dollar für den neuen Turm, darunter ein Darlehen in Höhe von 1,5 Mrd. US-Dollar. Mitsui Fudosan besitzt einen Anteil von 90 Prozent an dem Gebäude. Bank of China, Deutsche Bank, HSBC, Sumitomo Mitsui und Wells Fargo trugen zur Finanzierung des Turms bei.
Die international tätige US-amerikanische Investmentgesellschaft BlackRock erklärte bereits im Jahr 2016, seinen Hauptsitz in das 50 Hudson Yards zu verlegen und ist hier seit der Fertigstellung des Gebäudes ansässig. Im November 2019 gab Meta Platforms (Facebook, Instagram) bekannt, sich auf eine Fläche von 110.000 m² einzumieten. Im Jahr 2022 beschloss das Unternehmen, aus Kostensenkungsmaßnahmen einen Teil der Stockwerke unterzuvermieten. Weitere Mieter sind die Investmentgesellschaft Truist Financial mit etwa 9300 m² Bürofläche und ab 2023 der Lebensmittelhändler Russ & Daughters mit einem Ladengeschäft.
Die Arbeiten am Fundament von 50 Hudson Yards begannen im Mai 2018. Im August 2018 wurde die Höhe des Gebäudes durch eine geringfügige und genehmigte Planänderung von knapp 300 m (984 Fuß) auf 308,1 m (1011 Fuß) erhöht. 50 Hudson Yards wurde am 19. Oktober 2022 von New Yorks Bürgermeister Eric Adams feierlich eröffnet. Das Gebäude besitzt in der Nachhaltigkeit die LEEDv4 Gold-Zertifizierung.